# 第四胃食滞
第四胃食滞（だいよんいしょくたい）は、第四胃からの食餌の移送の停止による蓄積が生じる病態。寒冷期において低品質の粗飼料を給与されているウシ（特に妊娠末期の初産牛）での発生が多い。粗飼料の過食により慢性的に第一胃が拡張して粗飼料の消化が不十分となり、その不消化物が第四胃に移行することにより生じる。第四胃食滞を呈するウシでは食欲廃絶、排便量減少、腹部膨満、低クロール性代謝性アルカローシスによる症状などが認められる。第四胃破裂を引き起こすと腹膜炎やショックにより死亡する。治療には初期には低クロール性代謝性アルカローシスに対する輸液療法、瀉下薬やメトクロプラミド投与が効果を示すことがある。外科的処置として第一胃を切開（第四胃を切開すると機能が回復しないで死亡する）し、第四胃内容物を除去する。ミネラルオイルの注入により内容物を軟化させることも可能である。第四胃食滞はほとんどの症例では進行した状態で発見され予後は悪いため、治療よりも淘汰が選択される。